# オレゴン境界紛争

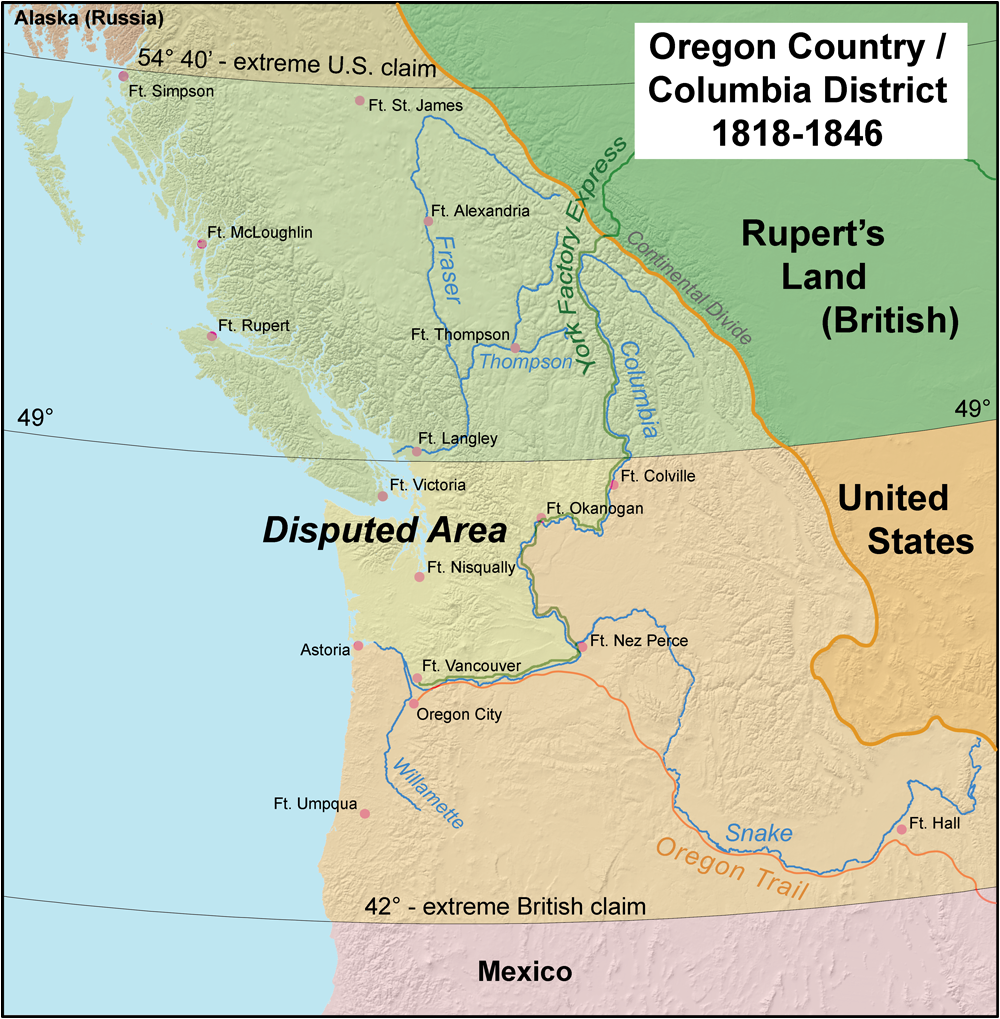
オレゴン・カントリーまたはコロンビア地区
紛争があった地域は北緯42度線から同54度40分線の間

オレゴン国境紛争（オレゴンこっきょうふんそう、英:Oregon boundary dispute、あるいはオレゴン問題、英:Oregon question）は、19世紀前半に北アメリカ太平洋岸北西部に対するイギリスとアメリカ合衆国の間の競合する領有権主張の結果として持ち上がった問題である。イギリスはこの地域をコロンビア地区と呼び、ハドソン湾会社が毛皮交易を推進する部門があった。一方アメリカはオレゴン・カントリーと呼んでいた。問題となった地域の最も広義の定義に拠れば次のようになる。大陸分水界より西、北緯42度線（ヌエバ・エスパーニャ、1821年以降はメキシコの北限）より北、北緯54度40分より南（ロシア領アメリカの南限）、および太平洋岸となる。
イギリスもアメリカ合衆国もこの地域を領土とし交易を行いたい強い願望があり、領有権を主張するロシアとスペインとの各条約という未処理の問題もあった。デイビッド・トンプソンがコロンビア川を下る探検旅行のときに、1811年7月9日、スネーク川との合流点に柱を立て、イギリスの領土であり、この地にノースウェスト会社が交易基地を建設する意図があることを記した。1818年にイギリスとアメリカの間で合意された1818年条約第3条により、「共同占有」という表現がなされており、その後も長く領土や条約に関する解決案は示されていなかった。その後の数十年間で行われた交渉では境界について折り合うところを見付けられず、オレゴン紛争はイギリスとアメリカの間の重要な地政学的外交問題になっていった。
1844年、アメリカの民主党は拡張主義を推し進め、アメリカはオレゴン・カントリー全体の領有権を主張する根拠があると主張した。民主党の大統領候補ジェームズ・ポークが1844年アメリカ合衆国大統領選挙で勝利したが、以前の政権が提案していたのと同じ北緯49度線で境界線の譲歩を求めた。しかし、アメリカとイギリスの間の交渉は決裂し、インディアナ州選出アメリカ合衆国上院議員エドワード・アレン・ハネガンのようなアメリカ拡張論者が、選挙で民主党が要求した北緯54度40分でオレゴン・カントリー全体を併合するようポークに迫ったので緊張感が高まった。混乱の中で「54度40分さもなくば戦争」というスローガンが叫ばれた。これはしばしば1844年の大統領選挙や「マニフェスト・デスティニー」というキャッチフレーズとしばしば結びつけられてきたが誤りである。
ポークと民主党の拡張論政策は2つの別々の同時戦争の可能性を生んだ。というのもアメリカとメキシコの関係がテキサス併合で悪化していたからである。米墨戦争の勃発直前にポークはオレゴン境界問題について以前の立場に戻り、北緯49度線での妥協を受け入れた。この合意は1846年のオレゴン条約で正式なものとなり、以降、北緯49度線はアメリカとカナダの国境となっている。

## イギリスとアメリカの初期活動
イギリスのハドソン湾会社がこの地域の数多い先住民との公益免許を維持し、その公益拠点と道路網はニューカレドニアから南にもう1つの毛皮交易地区であるコロンビア盆地まで拡がっていた。この地域全体のハドソン湾会社本拠が1825年にバンクーバー砦（今日のワシントン州バンクーバー）に設立され、スコットランド系カナダ人、スコットランド人、イギリス人、フランス系カナダ人、ハワイ人、アルゴンキン語族およびイロコイ族に加えて地元の様々な先住民と人種間結婚した会社従業員の子孫まで、出身の混合した人々の繁栄する植民地中心になった。イギリスの存在はアストリア砦を含みノースウェスト会社の交易基地や砦という形で始まった。アストリア砦はアメリカ人が設立したが、早期にノースウェスト会社が購入し、アメリカ人の従業員はいなかった。アメリカ人によるこの地域の開拓はより緩りと進行し、1840年代に大きな開拓者集団が到着するようになった。
この地域のアメリカによる初期活動には、現在のソービー島にあったウィリアム砦、ウィラメット渓谷のメソジスト伝道所、およびカスケード山脈東のホィットマン伝道所の設立、ユーイング・ヤングに一部所有されるウィラメット渓谷の製材所、1834年にやはりウィラメット渓谷に建設された製粉所、1837年に組織化され600頭の牛をウィラメット渓谷にもたらしたウィラメット養牛会社、さらには海洋から毛皮交易を行っていた船舶があった。

## 共同占有
アメリカ合衆国の現在の太平洋岸北西部とカナダのブリティッシュコロンビア州南部から構成されたオレゴン・カントリーについて、アメリカとイギリスの間に競合する領有権主張があった結果として論争が持ち上がった。両国は以前の探検と「発見者の権利」を元にこの地域の領有権を主張した。ヨーロッパでの長い間の先例に従い、両国共に先住民族の主権には限られた認識しか無かった。
1818年、2国の外交官が競合する主張の間の境界を交渉で決めようとした。アメリカ側は北緯49度線でオレゴン・カントリーを分割する案を出した。これはロッキー山脈より東ではアメリカとイギリス領北アメリカの境界だった。イギリス側外交官はさらに南のコロンビア川を境界にすることを望み、ハドソン湾会社がコロンビア川沿いで繁盛している毛皮交易の支配権を維持しようとした。その妥協の産物として1818年米英協定（または1818年条約）はこの地域を10年間共同占有することを要求した。この10年間の期限が近付くと、1825年から1827年まで2度目の交渉が行われたが、問題解決には至らず、共同占有合意が更新され、このときはどちらかの国が合意を破棄する場合は1年間の事前告知を行うという条項を付け加えた。
1840年代初期、1842年ウェブスター＝アッシュバートン条約（東部での境界問題を決着）を生んだ時の交渉で、オレゴン問題が再度俎上に乗った。イギリスは相変わらずコロンビア川を境界とすることを主張したが、アメリカはそれでは太平洋の水深のある港を容易に使えなくなることから認められず、現行合意に何の調整も加えられなかった。この時までに、アメリカ人開拓者達はオレゴン・トレイルを通って着実にこの地域に流入してきており、イギリス人もアメリカ人も傍観者から見ればそこの発展度合いが問題に決着を与えると認識された。1841年、ジェイムズ・シンクレアが西のレッド川植民地から200人の開拓者を案内し、イギリスのためにオレゴンを保持しようとした。1843年、ジョン・カルフーンは、アメリカ政府がオレゴンについては「賢明で大人の不活動」という政策を追求すべきという有名な宣言を行い、開拓地が最終的な境界を決めるように任せた。しかし、民主党のカルフーンの僚友達は間もなく、より直接的な方法を推奨し始めた。

## 1844年大統領選挙
| オレゴン問題の重要人物                        | オレゴン問題の重要人物                          |
| アメリカ合衆国                                | イギリス                                        |
| --------------------------------------------- | ----------------------------------------------- |
| ジェームズ・ポーク アメリカ合衆国大統領       | ロバート・ピール イギリスの首相                 |
| ジェームズ・ブキャナン アメリカ合衆国国務長官 | ジョージ・ハミルトン＝ゴードン イギリス外務大臣 |
| ルイス・マクレーン 駐英アメリカ合衆国大使     | リチャード・パケナム 駐米イギリス大使           |

1844年大統領選挙の前の民主党党員集会で、テキサス併合を要求することと、アメリカはオレゴンの「全体」に「明確で疑問の余地の無い」領有権があり、「その如何なる部分もイングランドあるいはその他の強国に譲渡すべきではない」とする綱領を決めた。オレゴン問題を、より議論の多かったテキサス論争に非公式に結びつけることで、民主党は北部の拡張論者（オレゴン問題について譲らなかった）と南部の拡張論者（テキサス併合に傾注していた）の両方に訴えることができた。民主党大統領候補ジェームズ・ポークはホイッグ党候補者ヘンリー・クレイに僅差で勝利したが、これはクレイが拡張に反対する立場を取ったことが一部の要因だった。この選挙では「54度40分さもなくば戦争」というスローガンはまだできていなかった。この選挙で（ペンシルベニア州で）使われた実際の民主党選挙スローガンはよりありふれた「ポーク、ダラスそして1842年関税」だった。
ポーク大統領は1845年の就任演説で、党の綱領から引用し、アメリカはオレゴンに対する「明確で疑問の余地の無い」領有権があると言った。両国の緊張感が高まり戦争を予測して境界の防御を固める動きに出た。ポークの大胆な発言にも拘わらず、実際には妥協の備えもあり、オレゴン問題で戦争に走る考えは無かった。断固たる態度がイギリスにアメリカが認められる解決案を強制できると信じ、「ジョン・ブルを扱う唯一の方法はその目を真っ直ぐに見ることだ」と書いていた。しかし、ポークのオレゴン問題に対する姿勢は単に見せかけでは無かった。アメリカは全地域に対する合法の権利があると誠実に信じていた。イギリスの仲裁により問題解決を図るという提案には、公平な第三者が見つからないことを恐れて拒否した。
イギリスの首相ロバート・ピールの外務大臣アバディーン伯ジョージ・ハミルトン＝ゴードンも、イギリスにとって経済価値が減少しているこの地域について戦争に進む意図は無かった。さらにアメリカは重要な貿易相手国であった。アイルランド飢饉が始まり、イギリスは食糧危機に見舞われ、アメリカの小麦に対する需要が増加した。アバディーン伯は既にアメリカの提案する北緯49度線で国境を確定することに決め、駐米イギリス大使リチャード・パケナムに交渉開始を指示した。
一方、アバーディーン伯とパケナムは戦力の見地からも交渉していた。重要な要素はイギリスがアメリカに対して派遣できる圧倒的に優勢な海軍力であり、これに外交と政治の見地を結びつければ、自国の権益を着実にかつ武装闘争に訴えることなく守るというイギリスの目標に究極的に適うと見ていた。地元の利益は総司令官ジョージ・シーモア海軍少将指揮する戦列艦HMSコリングウッド（大砲80門搭載）で守られていた。この危機の間、シーモアの戦隊はジョン・ゴードン艦長の指揮するフリゲート艦アメリカ（大砲50門搭載）で補強された。シーモアの他の規範となる行動とは対照的にゴードンの危機中の判断ミスは軍法会議に掛けられ譴責されることになった。
最終的にイギリスの政治家達と海軍の士官達はオレゴン境界を巡る紛争が、如何に望ましくないとしても、（1812年の米英戦争のように）合衆国の東海岸と五大湖地域で決するものと認識していた。イギリス海軍の優越性が十分に発揮されるのがそこであり、危機中にアメリカが意志決定する際に、特に妥協を決めるときに最も強力に働くのがこの影響力だった。駐英アメリカ合衆国大使ルイス・マクレーンは、イギリスが「予備役に保有する蒸気船やその他の艦船に加えて即座に30隻の戦列艦を就役させる」用意があると報告した。ポークの虚仮威しは無効だった。
このような背景に対してピール政権の巧みな外交術によりポークに引き下がるチャンスを提供した。それをポークは喜んで受け入れた。アメリカにとって米英戦争の再現とその不吉な結末は誰の計画にも無く、このような些細なことでフランスの支援の見込みも無かったので、ポークには選択の余地が無かった。
この頃ハドソン湾会社はオレゴンでの商業的支配力を徐々に失っており、その興味は徐々に海運に向きつつあり、バンクーバー島よりもコロンビア川の重要度を低くしていた。海運と貿易の権益はエスクワイモルト海軍基地の発展で守られており英国艦隊もそこを基地にしていた。
地元での英国海軍の存在はそれほど優越していなかったが、アメリカ海軍に対する全体的な優越性でイギリスの政治家達は、アメリカ政治家の野蛮な主張を負かし、バンクーバー島を維持し、また大きな貿易相手国との潜在的に金のかかる気を逸らすような戦争を最小のコストで避けるという中心目標を達成可能にしていた。当時新ボナパルト（ナポレオン3世）のフランスやヨーロッパでの力の平衡の方がより大きな問題だった。
交渉を複雑にしていた要素はコロンビア川の航行問題だった。ポークの前任者ジョン・タイラーは、イギリスが北緯49度線の国境を認めるならば川の無制限航行を認める提案をしていた。1845年夏、ポーク政権はオレゴンを北緯49度線で分ける新たな提案をしたが、この時は航行権を譲歩する条項は無かった。以前にタイラー政権で提案したこの提案が欠落したために、パケナムはロンドンに相談することなく拒絶した。抗議を受けたポークは1845年8月30日に公式に提案を引っ込め、交渉は決裂した。アバディーン伯はこの外交的しくじりでパケナムを非難し、対話を復活させようとした。しかし、この時までにポークはイギリスの意図を疑い、妥協を許さない高まる政治的圧力の下にあった。ポークは交渉再開を拒否した。

## スローガンと戦争の危機

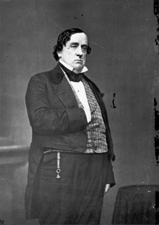
ルイス・カス上院議員は54度40分の指導的推奨者だったが、受け入れられないと分かったときに身を退いた. ジェームズ・ブキャナンと同様、カスは大統領への野望があり、オレゴン問題でどちらの側にあるアメリカ人とも疎遠になりたくなかった。

一方、アメリカの多くの新聞編集者は、民主党が1844年大統領選挙で提案したようにポークが全地域の領有権を主張するよう強く要求した。1845年11月までに「オレゴン全部さもなくば無」というヘッドラインが新聞に現れた。1845年12月27日の「ニューヨーク・モーニングニューズ」紙の論説で、編集者ジョン・オサリヴァンは、アメリカ合衆国は「我々のマニフェスト・デスティニーを拡げ、大陸全体を所有する権利によって」全オレゴンの所有権主張をすべきと論じた。その後間もなく、「マニフェスト・デスティニー」という言葉は拡張論者の標準的言葉遣いとなり、アメリカの用語集にも載るようになった。オサリバンの言う「マニフェスト・デスティニー」は戦争を要求するものではなかったが、そのような要求が間近に迫っていた。
ポークは1845年12月2日の議会における年次演説で、イギリスに対し共同占有合意の終結について要求される1年前の告知を行うことを推薦した。議会において、中西部出身の民主党拡張論者はミシガン州のルイス・カス、インディアナ州のエドワード・A・ハネガンおよびオハイオ州のウィリアム・アレン各上院議員が率いており、北緯54度40分までの全オレゴンで幾らかでも欠けるところがあるよりもイギリスとの戦争を要求した（北緯54度40分はロシアの主張するアラスカ領の南限だった）。「54度40分さもなくば戦争」というスローガンが1846年1月までに現れ、民主党の圧力もあって広まった。この言葉はしばしば、多くの教科書でも1844年の大統領選挙の選挙スローガンと誤って認識されている。『Bartlett's Familiar Quotations』ではウィリアム・アレンが最初に使ったとしている。
戦争の掛け声は多くの要素によって加速された。伝統的なイギリス嫌い、アメリカの方がより良い主張をしておりその土地をより良く使えるという信念などである。中道派は、世界最強国のイギリスとの戦争でアメリカは勝てないと警告し、交渉でアメリカの領土的目的を成就できる余地があると主張した。アメリカにおける議論は厳密には党や派閥で分かれていなかったが、北緯54度40分を強く主張した者の多くは北部人であり、ポーク（南部の奴隷所有者）はテキサスの追求（南部奴隷所有者には恩恵があると見なされる問題）には妥協しないが、オレゴン問題では妥協しようとしていると行って攪乱した。歴史家のデイビッド・M・マクファーソンが指摘しているように、「54度40分さもなくば戦争」はイギリスにだけでなく、アメリカの南部富裕層にも向けられていた様に思われる。

## 解決と条約

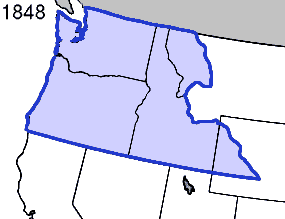
オレゴン条約の後で設立されたオレゴン準州

ポークは1845年12月に議会で、イギリスに対し共同占有合意の終結について告知を行う決議案を通す要求をしたが、両院がそれを承認したのは1846年4月23日のことだった。この成立は異論の多い議論によって（特に上院で）遅れ、最終的に穏やかな決議案が承認された。その文面は両国政府が平和的に問題を解決することをうたっていた。議決では大差で中道派が戦争要求派を抑えた。西部の民主党員とは異なり、ポークのような議員の大半は54度40分のために戦うことを望まなかった。
ポーク政権は続いて、イギリス政府に問題を解決するための条件提示を促した。ピール政権はイギリスにおける穀物法の差し迫った撤廃で倒閣される可能性を知られており、その場合は交渉が新しい内閣と始められなければならなかったので、時間が重要だった。アバディーン伯と駐英アメリカ合衆国大使ルイス・マクレーンは直ぐに妥協案を作成し、アメリカに送った。アメリカではパケナムとアメリカ合衆国国務長官ジェームズ・ブキャナンが、オレゴン条約と呼ばれることになる正式な条約案を書き上げ、1846年6月18日の上院における票決、41対14で批准された。国境はアメリカの当初提案である北緯49度線とされ、コロンビア川の航行権はその地域に住んでいるイギリス人に認められた。54度40分の最も強力な推奨者の一人ウィリアム・アレン上院議員はポークに裏切られたと感じ、上院外交問題委員会の委員長を辞任した。
オレゴン条約の条件は以前にタイラー政権が提案したものと基本的に同じだったが、ポークの外交的勝利と説明されている。しかし、ポークはオレゴン問題の取扱いについてしばしば批判されてきた。歴史家のサム・W・ヘインズはポークの政策を「瀬戸際政策」と呼び、アメリカを必要もなく悲惨な結果になる可能性のある紛争に限りなく近くさせた」と言った。デイビッド・M・プレッチャーは、ポークの喧嘩早い性格がアメリカ国内政策の副産物であり、戦争の危機は「ほとんど彼の創造したものであり」、「もっと洗練された外交」で避けられたものだと言った。

## 国境の変遷
イギリスとアメリカの境界は時代を追って下図のように変遷した

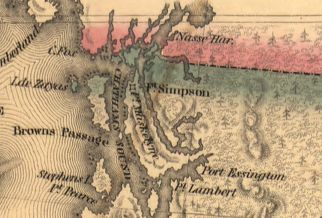
1841年アメリカの地図、シンプソン砦に近い54度40分線が境界となっている
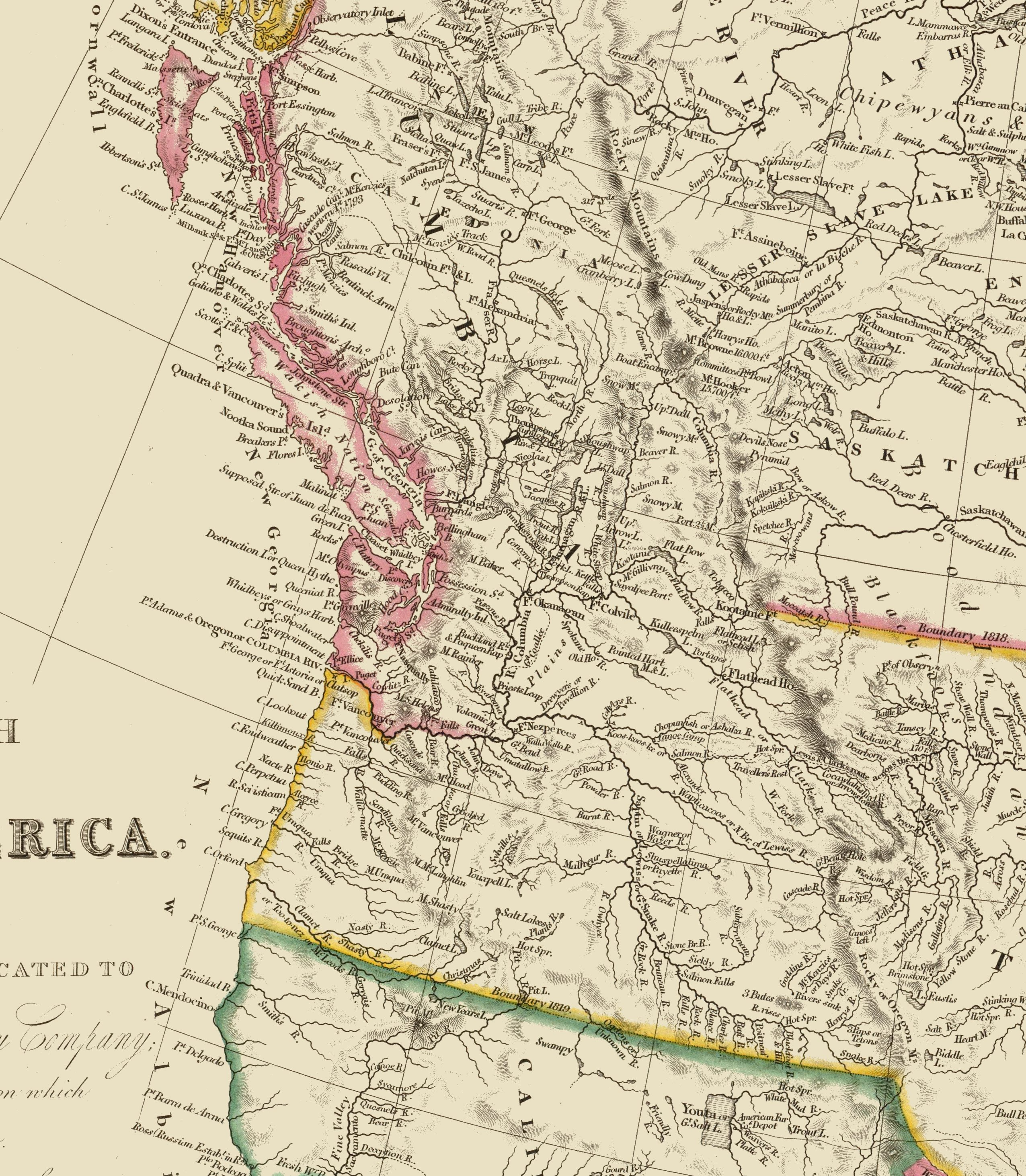
1844年イギリスの地図、コロンビア川が境界となっている
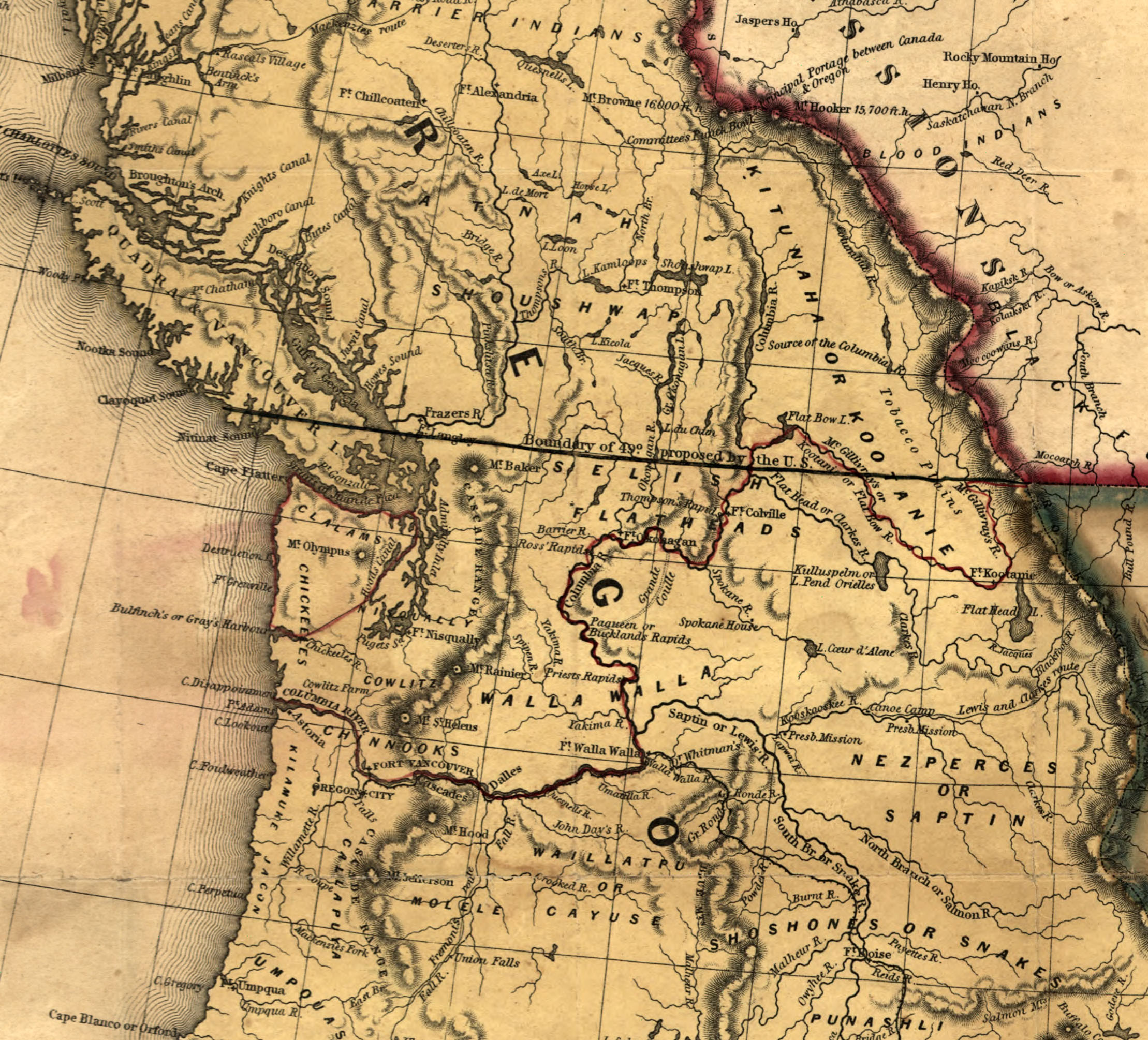
1846年の地図、バンクーバー島を通る北緯49度線が境界となった

## ブタ戦争
境界線に関するオレゴン条約の曖昧な言葉遣いにより、ファンデフカ海峡の「最も深い水路」を辿り、大洋まで延ばすということになっていたので、1859年にサンフアン諸島を巡りもう一つの境界紛争に繋がった。ブタを射殺したことがきっかけで発生したため「ブタ戦争」と呼ばれるようになった。この紛争も平和的に解決されたが、10年間におよぶ軍事的対立と威嚇があった。地元のイギリス当局は執拗にロンドンに働きかけてピュージェット湾全域を奪い返すことを訴え、アメリカは南北戦争のために他所で忙しかった。サンフアン紛争は1870年まで解決されなかった。調停者（ドイツ皇帝）がアメリカの好むハロ海峡を通り諸島の西に繋ぐ海上の境界を選んだ。イギリスはその東にあるロザリオ海峡の方を好んでいた。